# Carlos Manuel García Vila
Carlos Manuel García Vila (* 1893; † 14. Januar 1919) war ein dominikanischer Geiger und Musikpädagoge.
García Vila war seit 1904 Mitglied eines Kinderchores an der Iglesia Major in Concepción de la Vega, der von seinem Vater José Ovidio García geleitet wurde. Daneben nahm er auch Violinunterricht. Von 1909 bis 1910 war er Präsident der Gesellschaft Botón Rojo. Im Jahr 1910 wurde er Sekretär des Club Festivo, Geiger des Centro Lírico und des Quinteto Eslava und Musikprofessor an der Escuela Superior de Señoritas. Sein bekanntester Schüler war Luís Armando Rivera. Arístides Incháustegui hielt ihn für einen der bedeutendsten dominikanischen Geiger neben Gabriel del Orbe. Gleich seinem Bruder Josesito García Vila starb er 1919 an der Spanischen Grippe.